# Protium decandrum
Protium decandrum är en tvåhjärtbladig växtart som först beskrevs av Jean Baptiste Christophe Fusée Aublet, och fick sitt nu gällande namn av Nestor Léon Marchand. Protium decandrum ingår i släktet Protium och familjen Burseraceae. Inga underarter finns listade i Catalogue of Life.